# Grantley Sobers
Grantley Sobers (* 16. Mai 1937) ist ein ehemaliger barbadischer Gewichtheber.

## Biografie
Grantley Sobers nahm an den Olympischen Sommerspielen 1960 für die Mannschaft der Westindischen Föderation teil. Er belegte im Bantamgewicht den zehnten Platz. Ein Jahr zuvor hatte er bei den Panamerikanischen Spielen in Chicago die Bronzemedaille gewinnen können.